# Giugliano in Campania
Giugliano in Campania je italské město v oblasti Kampánie. Město leží ve vulkanické oblasti Campa Flegrei. Jeho území bylo od nejstarších dob obydleno italickými kmeny.

## Vývoj počtu obyvatel
Počet obyvatel

## Osobnosti
- Giovan Battista Basile, básník, dvořan a sběratel pohádek
- Scipio Africanus, římský generál
- Adriana Basile, skladatelka a zpěvačka
- Raffaele Cantone, soudce
- Nicola Mignogna, politička"